# Ременницы
Ременницы — деревня в Конаковском районе Тверской области. Входит в состав Юрьево-Девичьевского сельского поселения.

## География
Находится в юго-восточной части Тверской области на расстоянии приблизительно 10 км на запад-северо-запад от районного центра города Конаково в левобережной части района.

## История
Известна была с 1540-х годов. В 1859 и 1900 годах учтено 59 дворов. В период коллективизации здесь был создан колхоз «Путь к социализму».

## Население
Численность населения: 415 человек (1859 год), 464 (1900), 20 (русские 90 %)в 2002 году, 21 в 2010.